# 海爾茲勒冰山麓
海爾茲勒冰山麓（英語：Heirtzler Ice Piedmont），是南極洲的冰山麓，位於帕爾默地，處於莫里冰川以北的維奧蘭特灣西岸，長約13公里，在1940年12月30日由美國探險隊發現和拍攝空中照片，現時由南極條約體系管理。